# Girlish Number
Girlish Number (яп. ガーリッシュナンバー, Gārisshu Nanbā, стилізовано як gi(a)rlish number) — японські серія романів, манґа та аніме. Серія романів почала випускатися в березні 2016 року видавництвом ASCII Media Works в журналі Dengeki G's Magazine, автор сценарію — Ватарі Ватару, ілюстратори — QP:flapper і Yamcha. Манґа була виконана Дьомото Юкі для журналу Dengeki G's Comic. Аніме з 12 епізодів від компанії Diomedéa транслювалося з жовтня до грудня 2016 року.

## Сюжет
Головна героїня — Карасума Чітосе, сейю, яка працює в аніме-індустрії рік. Хоча Чітосе вірить у свій талант, вона вважає аніме-індустрію гнилою, оскільки їй доводиться озвучувати тільки другорядних персонажів. Проте одного дня для неї з'являється можливість озвучити головну роль в аніме-адаптації ранобе, що має вийти незабаром, у ролі ідола-сейю разом з чотирма іншими дівчатами.

## Персонажі
Карасума Чітосе (яп. 烏丸 千歳, Karasuma Chitose)
Сейю: Сенбонґі Саяка
Чітосе — студентка університету і молода сейю, працює в агентстві Number One Produce. Вона озвучує Юну, одну з п'яти головних героїнь нового телевізійного аніме-серіалу Millennium Princess x Kowloon Overlord. Вона позитивна та самовпевнена, і спочатку вважає, що має талант озвучувати, проте у неї було мало можливостей продемонструвати його. Разом з цим вона дуже цинічна. Її також називають «Чі-сама».
Куґаяма Яе (яп. 久我山 八重, Kugayama Yae)
Сейю: Хондо Каеде
Яе — молода актриса озвучування в агентстві Number One Produce, яка разом з Чітосе відвідували одну школу озвучування. Вона озвучує Мао в Millennium Princess x Kowloon Overlord. Її називають також «Яе-пон». Яе сором'язлива і захоплюється Чітосе, проте інколи вона говорить неприємну правду, сама того не розуміючи.
Катакура Кото (яп. 片倉 京, Katakura Koto)
Сейю: Ішікава Юі
Кото — 26-річна сейю в агентстві Number One Produce, яка розмовляє на кансайському діалекті і приєдналася до агентства тоді ж, коли і Ґоджьо. Також вона — отаку. Кото озвучує героїню Ріа в Millennium Princess x Kowloon Overlord.
Соно Момока (яп. 苑生 百花, Sonō Momoka)
Сейю: Судзукі Ері
Момока — учениця старшої школи. Вона вокалістка і сейю-ідол в Voice Enterprise. Її батько — відомий режисер, а матір — відома актриса озвучування Соно Сакура. Момока озвучує Юдзу в Millennium Princess x Kowloon Overlord.
Шібасакі Кадзуха (яп. 柴崎 万葉, Shibasaki Kazuha)
Сейю: Оніші Саорі
Кадзуха — досвідчена сейю в Iroha Production. Вона хоче брати участь в озвучуванні серйозного аніме. Кадзуха озвучує Нанаку в Millennium Princess x Kowloon Overlord. Коли нетвереза, розмовляє на ямаґатському акценті.
Сакураґаока Нанамі (яп. 桜ヶ丘 七海, Sakuragaoka Nanami)
Сейю: Сато Аміна
Учениця старшої школи. Працює з Чітосе в тому ж агентстві. Сильно захоплюється останньою.
Кудзу-P (яп. 九頭P)
Сейю: Накаі Кадзуя
Кудзу-P (Кудзу Продюсер) — продюсер, відповідальний за планування і створення аніме Millennium Princess x Kowloon Overlord. Здається, він не турбується про якість аніме доти, доки заробляються гроші.
Карасума Ґоджьо (яп. 烏丸 悟浄, Karasuma Gojō)
Сейю: Умехара Юічіро
Ґоджьо — старший брат Чітосе і її менеджер в Number One Produce. У минулому був талановитим актором озвучування. Залишив роботу сейю після єдиної великої ролі.
Товада AP (яп. 十和田AP)
Сейю: Егучі Такуя
Помічник продюсера і прямий підлеглий Кудзу. На відміну від свого начальника, він відповідальніше ставиться до своєї роботи. Часто потрапляє в неприємності через погані рішення чи бездіяльність Кудзу-P.
Намба (яп. 難波)
Сейю: Хорічі Кен'ю
Президент агентства Number One Produce. Енергійна особистість, поділяє подібний безтурботний та безрозсудний характер Кудзу-P. Він також поділяє абсолютну байдужність Кудзу-P до якості аніме його компанії, взявши для аніме сюжет роману тільки через тумане знання того, що ранобе і їх адаптації популярні. Тому він вважає, що їм потрібно спробувати заробити на цьому, доки є можливість.

## Серія романів
Серія романів була написана Ватарі Ватару і випускалася видавництвом ASCII Media Works в журналі Dengeki G's Magazine з березня 2016 до липня 2017 року. Роман здебільшого був ілюстрований Yamcha, за винятком кольорових сторінок, які були ілюстровані групою QP: flapper, яка також створила дизайн персонажів. ASCII Media Works опублікували три томи з 27 липня 2016 до 26 червня 2017 року.

## Манґа
Манґа була створена за сценарієм Ватарі і проілюстрована Дьомото Юкі, випускалася компанією ASCII Media Works в журналі Dengeki G's Comic з квітня 2016 до липня 2017 року. ASCII Media Works видали три томи танкобонів з 27 липня 2016 до 26 червня 2017 року. 4-кадровий спін-оф під назвою Girlish Number Shura (яп. ガーリッシュ ナンバー 修羅) випускався компанією Dengeki G's Magazine онлайн з 15 серпня до 26 листопада 2016 року, ілюстратори — Ікедзава Шін і Цурусакі Ю; єдиний том вийшов 26 листопада 2016. Інший спін-оф у вигляді манґи під назвою Girlish Number Momoka Memorial (яп. ガーリッシュ ナンバー momoka memorial) виходив в журналі Dengeki G's Comic з вересня до грудня 2016 року, ілюстратор — Сурада Мамі; єдиний том вийшов 26 листопада 2016 року.

## Аніме
Телевізійний аніме-серіал з 12 епізодів від компанії Diomedéa з'явився 7 жовтня 2016, режисер — Іхата Шьота. Опенінг — пісня «Bloom», ендінг — пісня «Ima wa Mijikashi Yumemiyo Otome» (яп. 今は短し夢見よ乙女); обидві пісні виконані групою Girlish Number (Сенбонґі Саяка, Хондо Каеде, Ішікава Юі, Судзукі Ері і Оніші Саорі). Опенінг першого епізоду — пісня «Ketsui no Dia» (яп. 決意のダイヤ) виконана Kohaluna, вигаданою групою, яка складається з Соно Момоко (Судзукі) і Шібасакі Кадзухи (Оніші). Аніме випускалося на шести DVD і Blu-ray збірках томів з 21 грудня 2016 до 26 травня 2017 року. Аніме-серіал було ліцензовано Sentai Filmworks і транслювалося на платформах Hulu, Anime Network і Crunchyroll. Компанія Madman Entertainment транслювала серіал на AnimeLab.
Також весною 2017 року була анонсована аніме-адаптація манґи Girlish Number Shura.
| №  | Назва епізоду | Дата виходу       |
| -- | --- | ----------------- |
| 1  | Careless Chitose and This Rotten Business «Yasagure Chitose to Kusatta Gyōkai» (やさぐれ千歳と腐った業界)              | 7 жовтня 2016     |
| 2  | Chitose the Braggart and the Voiceless Scream «Tengu na Chitose to Koe Naki Himei» (天狗な千歳と声なき悲鳴)            | 14 жовтня 2016    |
| 3  | Blasphemous Chitose and the Usual Story «Jadōna chitose to Ōdō Tenkai» (邪道な千歳と王道展開)                          | 21 жовтня 2016    |
| 4  | High-Spirited Chitose and Her Merry Friends «Ikeike Chitose to Yukai na Nakamatachi» (イケイケ千歳とゆかいな仲間たち)  | 28 жовтня 2016    |
| 5  | Cocky Chitose and Shattered Popularity «Choketta Chitose to Bokoboko Hyōka» (ちょけった千歳とぼこぼこ評価)             | 4 листопада 2016  |
| 6  | Chitose on the Beach and the Budget That Won't Go Through «Hamabe no Chitose to Tōranu Yosan» (浜辺の千歳と通らぬ予算) | 11 листопада 2016 |
| 7  | Curious Chitose and Parents' Day «Yajiuma Chitose to Jugyō Sankan» (やじうま千歳と授業参観)                            | 18 листопада 2016 |
| 8  | Oversleeping Chitose and a Steamy Travel Mood «Nebosuke Chitose to Yukemuri Ryojō!» (ねぼすけ千歳と湯煙旅情！)         | 25 листопада 2016 |
| 9  | Uneasy Chitose and the Scampering Rookie «Shōsō Chitose to Shissō Rūkī» (焦燥千歳と疾走ルーキー)                       | 2 грудня 2016     |
| 10 | Chitose Falls Into Darkness and Disappointed Kuzu «Yami Ochi Chitose to Shitsui no Kuzu» (闇堕ち千歳と失意のクズ)      | 9 грудня 2016     |
| 11 | Wavering Chitose and Determined Gojo «Yureru Chitose to Ketsui no Gojō» (揺れる千歳と決意の悟浄)                       | 16 грудня 2016    |
| 12 | Chitose Karasuma and... «Karasuma Chitose to...» (烏丸千歳と...)                                                       | 23 грудня 2016    |